# رودخانه چرول
رودخانه چرول (به انگلیسی: River Cherwell) یکی از شاخه‌های رودخانه تیمز در مرکز انگلستان است. این رودخانه از نزدیکی هلیدون، نورث‌همپتون‌شر سرچشمه می‌گیرد و به سمت جنوب به طول ۶۴ کیلومتر (۴۰ مایل) جریان می‌یابد تا در آکسفورد در آکسفوردشر به تیمز بپیوندد. این رودخانه همنام با منطقه دولتی محلی چرول و همچنین همنام با چرول، یک روزنامه دانشجویی در آکسفورد است.